# Halberstadt D.II
L'Halberstadt D.II era un caccia biplano monoposto sviluppato dall'azienda tedesco imperiale Halberstädter Flugzeugwerke GmbH negli anni dieci del XX secolo e prodotto, oltre che dalla stessa, su licenza dalla Automobil und Aviatik AG e dalla Hannoversche Waggonfabrik.
Utilizzato principalmente dalla Luftstreitkräfte, la componente aerea del Deutsches Heer (esercito) germanico, e dall'Osmanlı tayyare bölükleri (l'aviazione turco-ottomana) durante le prime fasi della prima guerra mondiale, venne ben presto sostituito dai reparti di prima linea ed impiegato come addestratore per la formazione di piloti da caccia.

## Storia del progetto
Il primo prototipo, che assunse la designazione Halberstadt D.I, effettuò il suo volo inaugurale nel febbraio del 1916. Era il primo biplano monoposto costruito dalla ditta tedesca.
Presto l'azienda produsse anche un secondo prototipo che era uguale al primo: avevano entrambi ali ad apertura diseguale con la struttura interna in legno e la copertura in tela. Il propulsore era un motore Mercedes D.I con cilindri in linea che erogava una potenza di 100 PS (74,6 kW) raffreddato da un radiatore frontale.
Gli ingegneri capirono che l'aereo poteva essere migliorato e ottennero così il modello Halberstadt D II, che entrò in servizio nel giugno del 1916. Le modifiche principali riguardavano la propulsione, stavolta affidata a un motore Mercedes D.II con 6 cilindri in linea che erogava una potenza di 120 PS (89,5 kW) raffreddato da un radiatore montato sulla sezione centrale dell'ala superiore. Furono modificati anche la cellula alare, non più sfalsata, e il tronco della fusoliera, innalzato.
Il primo lotto di D II ne comprendeva dodici, gli altri furono assegnati alla Automobil und Aviatik ed alla Hannoversche Waggonfabrik che li assemblarono come Aviatik D.I e Hannover D.I.
Dopo la consegna dei primi velivoli la Halberstadt lavorò su un lotto successivo di ventiquattro a cui cambiò il motore e aggiunse degli alettoni realizzando così gli Halberstadt D.III. Ne furono prodotti cinquanta che inizialmente servirono nel Kampfeinsitzer Kommando come scorta dei biposto.

## Impiego operativo
Nell'autunno del 1916 andarono ad equipaggiare le prime cinque Jagdstaffeln (squadriglie di caccia) costituite. Nella prima parte del 1917 gli Halberstadt raggiunsero il loro massimo utilizzo. Infatti ben presto furono relegati a compiti secondari come difesa del territorio cittadino oppure come addestratori.

## Varianti

### Halberstadt D.III
La differenza più sostanziale tra il D.II e il D.III riguardava il motore che fu sostituito da un Argus As.II con cilindri in linea. Prestazioni e dimensioni rimanevano pressoché simili al D.II. Furono aggiunti esternamente degli alettoni.

## Utilizzatori
Germania
- Luftstreitkräfte

 Impero ottomano
- Osmanlı tayyare bölükleri